# Лугове (Шемонаїхинський район)
Лугове́ (каз. Луговое) — село у складі Шемонаїхинського району Східноказахстанської області Казахстану. Входить до складу Октябрського сільського округу.
Населення — 236 осіб (2021; 341 у 2009, 440 у 1999, 458 у 1989).
Національний склад станом на 1989 рік:
- німці — 39 %
- росіяни — 38 %